# Liste des tunnels les plus longs de France

## Tunnels routiers
| Nom de l'ouvrage               | Longueur (mètres) | Date d'ouverture | Route                                                  | Agglomération proche                                 | Département / Pays             |
| ------------------------------ | ----------------- | ---------------- | ------------------------------------------------------ | ---------------------------------------------------- | ------------------------------ |
| Tunnel du Fréjus               | 12 895            | 1980             | RN 543                                                 | Modane                                               | Savoie - Italie                |
| Tunnel du Mont-Blanc           | 11 600            | 1965             | RN 205                                                 | Chamonix                                             | Haute-Savoie - Italie          |
| Duplex A86                     | 10 000            | 2011             | A 86                                                   | entre Rueil-Malmaison et Jouy-en-Josas               | Hauts-de-Seine et Yvelines     |
| Tunnel du Somport              | 8 602             | 2003             | RN 134                                                 | Urdos                                                | Pyrénées-Atlantiques - Espagne |
| Tunnel Maurice-Lemaire         | 6 950             | 1976             | RN 159                                                 | Saint-Dié                                            | Haut-Rhin et Vosges            |
| Tunnel routier du Puymorens    | 4 820             | 1994             | RN 20                                                  | entre Porté-Puymorens et L'Hospitalet-près-l'Andorre | Pyrénées-Orientales - Ariège   |
| Tunnel de Nanterre-La Défense  | 4 150             | 1996             | A 14                                                   | Nanterre - Puteaux - Courbevoie                      | Hauts-de-Seine                 |
| Tunnel Prado (Carénage et Sud) | 3 950             | 1993 / 2013      | Traversée de Marseille (Autoroute A50 -Autoroute A55 ) | Marseille (tunnel urbain Sud - Centre-Ville)         | Bouches-du-Rhône               |
| Tunnel de Violay               | 3 900             | 2012             | A 89                                                   | Violay                                               | Loire                          |
| Tunnel de Caluire              | 3 728             | 1997             | Boulevard périphérique de Lyon                         | Lyon                                                 | Métropole de Lyon              |
| Tunnel d'Orelle                | 3 684             | 2000             | A 43                                                   | Orelle                                               | Savoie                         |
| Tunnel de Toulon (tube sud)    | 3 395             | 2014             | A 50                                                   | Toulon                                               | Var                            |
| Tunnel du Roux                 | 3 336             | 1930             | RD 160                                                 | Saint-Cirgues-en-Montagne                            | Ardèche                        |
| Tunnel de Toulon (tube nord)   | 3 333             | 2002             | A 50                                                   | Toulon                                               | Var                            |
| Tunnel de Chamoise             | 3 300             | 1986             | A 40                                                   | Nantua                                               | Ain                            |
| Tunnel routier du col de Tende | 3 186             | 1882             | RD 6204                                                | Tende                                                | Alpes-Maritimes                |
| Tunnel de l'Épine              | 3 182             | 1974             | A 43                                                   | Novalaise                                            | Savoie                         |
| Tunnel du Mont-Sion            | 3 100             | 2008             | A41                                                    | Cruseilles                                           | Haute-Savoie                   |
| Tunnel d'Aragnouet-Bielsa      | 3 070             | 1976             | RD 173                                                 | Saint-Lary-Soulan                                    | Hautes-Pyrénées - Espagne      |
| Tunnel de Saint-Germain        | 2 810             | 1996             | A 14                                                   | Saint-Germain-en-Laye                                | Yvelines                       |
| Tunnel du Paillon              | 2 770             | 1997             | A 8                                                    | Nice                                                 | Alpes-Maritimes                |
| Tunnel de Bobigny-Drancy       | 2 220             | 1998             | A 86                                                   | Bobigny - Drancy                                     | Seine-Saint-Denis              |
| Tunnel de Foix                 | 2 159             | 2001             | RN 20                                                  | Foix                                                 | Ariège                         |

## Tunnels ferroviaires
| Nom du tunnel                         | Longueur (mètres) | Date d'ouverture | Ligne                                                        | Commune(s)                                                   | Département(s) / Pays                           | Remarques |
| ------------------------------------- | ----------------- | ---------------- | ------------------------------------------------------------ | ------------------------------------------------------------ | ----------------------------------------------- | --- |
| Tunnel sous la Manche                 | 50 300            | 1994             |                                                              | Coquelles - Folkestone                                       | Pas-de-Calais - Royaume-Uni                     | |
| Ligne 15 du métro de Paris            | 34 800            | 2023             |                                                              | Noisy-le-Grand - Sèvres                                      | Seine-Saint-Denis - Hauts-de-Seine              | |
| Ligne 14 du métro de Paris            | 27 800            | 2024             |                                                              | Saint-Denis - Morangis                                       | Seine-Saint-Denis - Essonne                     | |
| Tunnel du Fréjus                      | 13 688            | 1871             | Ligne de Culoz à Modane (frontière)                          | Modane - Bardonnèche                                         | Savoie - Italie                                 | 6 906 m en France. |
| Tunnel du Perthus                     | 8 171             | 2010             | Ligne de Perpignan à Figueras (LGV)                          | Montesquieu-des-Albères - Le Boulou Les Cluses - La Jonquera | Pyrénées-Orientales - Espagne                   | 7 262 m en France. |
| Tunnel du Col de Tende                | 8 099             | 1898             | Ligne de Coni à Vintimille                                   | Limone - Tende                                               | Alpes-Maritimes - Italie                        | PK 33,281 à 41,380. 3 733 m en France. |
| Tunnel du Somport                     | 7 875             | 1928             | Ligne de Pau à Canfranc (frontière)                          | Borce - Urdos - Canfranc                                     | Pyrénées-Atlantiques - Espagne                  | Hors service. 3 162 m en France. |
| Tunnel de Marseille                   | 7 834             | 2001             | Ligne de Combs-la-Ville à Saint-Louis (LGV)                  | Marseille                                                    | Bouches-du-Rhône                                | PK 702,280 à 710,114. Plus long tunnel ferroviaire situé entièrement en France. Constitué de plusieurs tronçons : Tunnel des Pennes-Mirabeau (1 530 m), Tranchée couverte de Bellepeire (400 m), Tunnel de Marseille (5 414 m) et Tranchée couverte de Saint-André (490 m). |
| Tunnel de Sainte-Marie-aux-Mines      | 6 872             | 1937             | Ligne de Sélestat à Lesseux-Frapelle                         | Sainte-Marie-aux-Mines Sainte-Croix-aux-Mines - Lusse        | Haut-Rhin - Vosges                              | Devenu tunnel routier. |
| Tunnel du Mont-d'Or                   | 6 098             | 1915             | Ligne de Dijon-Ville à Vallorbe (frontière)                  | Longevilles-Mont-d'Or - Vallorbe                             | Doubs - Suisse                                  | 5 110 m en France. |
| Tunnel du col de Braus                | 5 939             | 1928             | Ligne de Nice à Breil-sur-Roya                               | Touët-de-l'Escarène - Lucéram - Sospel                       | Alpes-Maritimes                                 | PK 25,336 à 31,275. |
| Tunnel Sainte-Dévote                  | 5 737             | 1964             | Ligne de Marseille-Saint-Charles à Vintimille (frontière)    | Cap-d'Ail - Monaco Monte-Carlo - Roquebrune-Cap-Martin       | Alpes-Maritimes - Principauté de Monaco         | PK 237,546 à 243,283. |
| Tunnel ferroviaire du Puymorens       | 5 414             | 1929             | Ligne de Portet-Saint-Simon à Puigcerda (frontière)          | L'Hospitalet-près-l'Andorre - Porta                          | Ariège - Pyrénées-Orientales                    | |
| Tunnel de Villejust                   | 4 805             | 1989             | Ligne de Paris-Montparnasse à Monts (LGV)                    | Villebon-sur-Yvette - Villejust Saint-Jean-de-Beauregard     | Essonne                                         | 2 galeries. Longueur du tunnel voie 1: 4 805 m, voie 2: 4 798 m. |
| Tunnel de la Nerthe                   | 4 640             | 1847             | Ligne de Paris-Lyon à Marseille-Saint-Charles                | Gignac-la-Nerthe - Les Pennes-Mirabeau - Marseille           | Bouches-du-Rhône                                | PK 845,252 à 849,892. |
| Tunnel du Col de Bussang              | 4 300             | -                | Ligne de Saint-Maurice à Wesserling (inachevée)              | Saint-Maurice-sur-Moselle - Bussang - Urbès                  | Haut-Rhin - Vosges                              | Inachevé. Percement prévu de 8 287 m. |
| Tunnel des Écharmeaux                 | 4 153             | 1900             | Ligne de Paray-le-Monial à Givors-Canal                      | Belleroche - Poule-les-Écharmeaux                            | Loire - Rhône                                   | |
| Tunnel de Blaisy-Bas                  | 4 110             | 1850             | Ligne de Paris-Lyon à Marseille-Saint-Charles                | Blaisy-Bas - Blaisy-Haut - Baulme-la-Roche                   | Côte-d'Or                                       | |
| Tunnel de Saverne                     | 4 019             | 2016             | LGV Est                                                      | Eckartswiller                                                | Bas-Rhin                                        | |
| Tunnel du Crêt-d'Eau                  | 4 005             | 1857             | Ligne de Lyon-Perrache à Genève (frontière)                  | Bellegarde-sur-Valserine - Léaz                              | Ain                                             | |
| Tunnel de Vizzavona                   | 3 916             | 1889             | Ligne de Bastia à Ajaccio                                    | Bocognano - Vivario                                          | Corse-du-Sud - Haute-Corse                      | |
| Tunnel du mont Grazian                | 3 891             | 1928             | Ligne de Nice à Breil-sur-Roya                               | Sospel - Breil-sur-Roya                                      | Alpes-Maritimes                                 | PK 36,806 à 40,697. |
| Tunnel du Col de Cabre                | 3 770             | 1894             | Ligne de Livron à Aspres-sur-Buëch                           | Beaurières - La Beaume                                       | Drôme - Hautes-Alpes                            | PK 93,125 à 96,895. |
| Tunnel de La Colle-Saint-Michel       | 3 456             | 1911             | Ligne de Nice à Digne                                        | Thorame-Haute                                                | Alpes-de-Haute-Provence                         | Voie métrique. |
| Tunnel de Rilly-la-Montagne           | 3 441             | 1854             | Ligne d'Épernay à Reims                                      | Germaine - Rilly-la-Montagne                                 | Marne                                           | |
| Tunnel de Meudon                      | 3 363             | 1901             | Ligne des Invalides à Versailles-Rive-Gauche                 | Meudon - Chaville                                            | Hauts-de-Seine                                  | |
| Tunnel de Saint-Cirgues               | 3 336             | 1929             | Ligne de Brives-Charensac au Monastier                       | Mazan-l'Abbaye - Le Roux                                     | Ardèche                                         | Devenu tunnel routier. |
| Tunnel ferroviaire de l'Épine         | 3 075             | 1884             | Ligne de Saint-André-le-Gaz à Chambéry                       | Aiguebelette-le-Lac - Vimines                                | Savoie                                          | |
| Tunnel des Sauvages                   | 2 939             | 1868             | Ligne du Coteau à Saint-Germain-au-Mont-d'Or                 | Les Sauvages                                                 | Rhône                                           | |
| Tunnel de Saint-André-d'Hébertot      | 2 929             | 1862             | Ligne de Pont-l'Évêque à Honfleur                            | Saint-André-d'Hébertot Saint-Benoît-d'Hébertot - Quetteville | Calvados                                        | Hors service. |
| Tunnel de Roissy                      | 2 926             | 1976 / 1994      | Ligne d'Aulnay-sous-Bois à Roissy 2-RER                      | Roissy-en-France - Tremblay-en-France - Le Mesnil-Amelot     | Val-d'Oise - Seine-Saint-Denis - Seine-et-Marne | |
| Tunnel de Fontenay-sous-Bois          | 2 800             | 1977             | Ligne de Fontenay-sous-Bois à Marne-la-Vallée Chessy (RER A) | Fontenay-sous-Bois                                           | Val-de-Marne                                    | |
| Tranchée couverte de Villecresnes     | 2 793             | 1996             | Ligne de Villeneuve-St-Georges à la bif. de Moisenay (LGV)   | Limeil-Brévannes - Yerres - Villecresnes                     | Val-de-Marne                                    | |
| Tunnel d'Arzviller                    | 2 690             | 1851             | Ligne de Noisy-le-Sec à Strasbourg-Ville                     | Arzviller - Saint-Louis                                      | Moselle                                         | |
| Tunnel de La Galaure                  | 2 686             | 1994             | Ligne de Combs-la-Ville à Saint-Louis (LGV)                  | Châteauneuf-de-Galaure                                       | Drôme                                           | |
| Tunnel de Présailles                  | 2 626             | 1929             | Ligne transcévenole                                          | Présailles                                                   | Haute-Loire                                     | Entièrement percé mais jamais mis en service. |
| Tunnel du Mussuguet                   | 2 624             | 1859             | Ligne de Marseille-Saint-Charles à Vintimille (frontière)    | Carnoux-en-Provence - Cassis                                 | Bouches-du-Rhône                                | PK 23,580 à 26,204. |
| Tunnel de Rolleboise                  | 2 613             | 1843             | Ligne de Paris-Saint-Lazare au Havre                         | Rolleboise - Freneuse - Bonnières-sur-Seine                  | Yvelines                                        | PK 65,201 à 67,814. |
| Tranchée couverte de Lille            | 2 600             | 1994             | LGV Nord                                                     | Lille                                                        | Nord                                            | |
| Tunnel de Mornay                      | 2 589             | 1882             | Ligne de Bourg-en-Bresse à Bellegarde                        | Bolozon - Nurieux-Volognat                                   | Ain                                             | |
| Tunnel de La Motte                    | 2 560             | 1855             | Ligne de Mantes-la-Jolie à Cherbourg                         | Saint-Pierre-des-Ifs - Les Monceaux - La Houblonnière        | Calvados                                        | |
| Tranchée couverte de Cergy-Préfecture | 2 550             | 1979 / 1985      | Ligne de la bifurcation de Neuville à Cergy-Préfecture       | Cergy - Pontoise                                             | Val-d'Oise                                      | |
| Tunnel du Vieux-Port                  | 2 483             | 1878             | Ligne de Marseille-Prado à Marseille-Vieux-Port              | Marseille                                                    | Bouches-du-Rhône                                | Devenu tunnel routier. |
| Tunnel ferroviaire de Caluire         | 2 403             | 1890             | Ligne de Collonges-Fontaines à Lyon-Guillotière              | Caluire-et-Cuire                                             | Métropole de Lyon                               | |
| Tunnel de Tracol                      | 2 390             | 1885             | Ligne de Firminy à Saint-Rambert-d'Albon                     | Riotord - Saint-Sauveur-en-Rue                               | Haute-Loire - Loire                             | Hors service. |
| Tunnel de Monplaisir                  | 2 385             | 1862             | Ligne de Brive-la-Gaillarde à Toulouse-Matabiau via Capdenac | Cosnac - Jugeals-Nazareth                                    | Corrèze                                         | |
| Tunnel de Tartaiguille                | 2 230             | 2001             | Ligne de Combs-la-Ville à Saint-Louis (LGV)                  | La Roche-sur-Grane - Roynac                                  | Drôme                                           | |
| Tunnel de Grand-Pissy-Pôville         | 2 209             | 1847             | Ligne de Paris-Saint-Lazare au Havre                         | Pissy-Pôville                                                | Seine-Maritime                                  | |
| Tunnel de Fix-Saint-Geneys            | 2 120             | 1874             | Ligne de Saint-Georges-d'Aurac à Saint-Étienne-Châteaucreux  | Fix-Saint-Geneys - Vernassal                                 | Haute-Loire                                     | |
| Tunnel de Saint-Irénée                | 2 109             | 1856             | Ligne de Paris-Lyon à Marseille-Saint-Charles                | Lyon                                                         | Métropole de Lyon                               | |
| Couverture urbaine de Cannes          | 2 087             | 1975             | Ligne de Marseille-Saint-Charles à Vintimille (frontière)    | Cannes                                                       | Alpes-Maritimes                                 | 3 ouvrages bout à bout dont le (vrai) tunnel de Cannes (147 m). |
| Tunnel de La Croix-de-l'Orme          | 2 081             | 1859             | Ligne de Saint-Georges-d'Aurac à Saint-Étienne-Châteaucreux  | La Ricamarie - Saint-Étienne                                 | Loire                                           | |
| Tunnel de La Savine                   | 2 081             | 1899             | Ligne d'Andelot-en-Montagne à La Cluse                       | Saint-Laurent-en-Grandvaux - Morbier                         | Jura                                            | |
| Tranchée couverte d'Aulnay            | 2 075             | 1976             | Ligne d'Aulnay-sous-Bois à Roissy 2-RER                      | Sevran                                                       | Seine-Saint-Denis                               | |
| Tunnel de La Fourcherie               | 1 750             | -                | Ligne d'Ussel à Bort-les-Orgues (inachevée)                  | Sarroux - Bort-les-Orgues                                    | Corrèze                                         | Inachevé. Percement prévu de 6 628 m. |

## Tunnels fluviaux
| Nom du tunnel                 | Longueur (m) | Date d'ouverture | Axe                                | Commune(s)                                     | Département(s)    | Remarques                         |
| ----------------------------- | ------------ | ---------------- | ---------------------------------- | ---------------------------------------------- | ----------------- | --------------------------------- |
| Tunnel du Rove                | 7 120        | 1927             | Canal de Marseille au Rhône        | Gignac-la-Nerthe - Le Rove - Marseille         | Bouches-du-Rhône  | Hors service.                     |
| Touage souterrain de Riqueval | 5 670        | 1810             | Canal de Saint-Quentin             | Bellicourt - Le Catelet                        | Aisne             | Traction par touage.              |
| Tunnel de Mauvages            | 4 877        | 1946             | Canal de la Marne au Rhin Ouest    | Demange-aux-Eaux - Delouze-Rosieres - Mauvages | Meuse             | Traction par touage.              |
| Tunnel de Balesmes            | 4 820        | 1907             | Canal entre Champagne et Bourgogne | Balesmes-sur-Marne                             | Haute-Marne       |                                   |
| Voûte du canal de Bourgogne   | 3 333        | 1832             | Canal de Bourgogne                 | Pouilly-en-Auxois                              | Côte-d'Or         | Traction par touage.              |
| Tunnel Canal d'Arzviller      | 2 306        | 1849             | Canal de la Marne au Rhin          | Arzviller                                      | Moselle           |                                   |
| Tunnel de la voûte de Billy   | 2 302        | 1866             | Canal de l'Aisne à la Marne        | Sept - Saulx / Billy le Grand                  | Marne             | En service.                       |
| Tunnel du Chérimont           | 1 330        | -                | Canal de la Haute-Saône            | Champagney                                     | Haute-Saône       | Jamais utilisé.                   |
| Tunnel Saint-Léonard          | 842          | 1850             | Canal de Marans à La Rochelle      | Dompierre-sur-Mer                              | Charente-Maritime | Chemin de halage, situé côté est. |
| Tunnel-canal de Saint-Albin   | 681          | 1880             | Saône                              | Ovanches                                       | Haute-Saône       |                                   |

## Tunnels en construction
| Nom                            | Type        | Longueur (m) | Axe          | Département / Pays | Date prévue d'achèvement |
| ------------------------------ | ----------- | ------------ | ------------ | ------------------ | ------------------------ |
| Tunnel de base du Mont-d'Ambin | Ferroviaire | 57 500       | Lyon - Turin | Savoie / Italie    | 2032                     |

## Tunnels en projet
| Nom                                         | Type        | Longueur (m) | Axe                                 | Département / Pays        | Date prévue d'achèvement |
| ------------------------------------------- | ----------- | ------------ | ----------------------------------- | ------------------------- | ------------------------ |
| Tunnel de Chartreuse                        | Ferroviaire | 24 700       | Lyon - Turin                        | Savoie                    | 2045                     |
| Tunnel de Belledonne                        | Ferroviaire | 19 700       | Lyon - Turin                        | Savoie                    | 2045                     |
| Tunnel de la forêt de Saint-Germain-en-Laye | Ferroviaire | 18 000       | Ligne nouvelle Paris - Normandie    | Hauts-de-Seine - Yvelines | 2037                     |
| Tunnel de Dunin-L'Épine                     | Ferroviaire | 15 200       | Lyon - Turin                        | Savoie                    | 2045                     |
| Tunnel du Glandon                           | Ferroviaire | 9 500        | Lyon - Turin                        | Savoie                    | 2045                     |
| Tunnel de La Bâtie-Montgascon               | Ferroviaire | 8 400        | Lyon - Turin                        | Isère                     | 2045                     |
| Tunnel central de Marseille                 | Ferroviaire | 8 000        | Ligne nouvelle Provence Côte d'Azur | Bouches-du-Rhône          | 2035                     |
| Tunnel de Bourgoin-Ruy                      | Ferroviaire | 7 100        | Lyon - Turin                        | Isère                     | 2045                     |
| Tunnel de Sainte Blandine                   | Ferroviaire | 2 100        | Lyon - Turin                        | Isère                     | 2045                     |
| Tunnel de Pompignan                         | Ferroviaire | 2 030        | Bordeaux - Toulouse                 | Tarn-et-Garonne           | 2035                     |